# New Girl
New Girl è una serie televisiva statunitense ideata da Elizabeth Meriwether e prodotta dal 2011 al 2018.
Ambientata a Los Angeles, vede protagonista Zooey Deschanel nel ruolo di Jess, una ragazza che, dopo essere andata a vivere assieme a tre ragazzi, finisce per sconvolgerne le vite coi suoi bizzarri modi di fare.
Trasmessa in prima visione assoluta negli Stati Uniti da Fox, in Italia è in onda in prima visione satellitare sui canali Fox e Fox Comedy dal 2012, mentre nello stesso anno ha debuttato in chiaro su MTV.

## Trama
Jessica Day è un'eccentrica e spumeggiante ragazza, la quale alla soglia dei trent'anni deve fare i conti con la rottura di una lunga relazione sentimentale. Bisognosa di un nuovo posto dove andare a vivere, trova una stanza in un loft già abitato da tre ragazzi: Nick, un barista, Schmidt, un moderno Casanova, e Winston, un ex e mediocre giocatore di basket che sta cercando di rifarsi una vita. In breve tempo Jess scombussola l'intera esistenza dei tre ragazzi, i quali però, inaspettatamente, si affezionano subito a questa giovane donna ingenua e un po' imbranata; a completare l'improbabile gruppo c'è Cece, modella e migliore amica di Jess. Quella che all'inizio appare come una problematica e "disfunzionale" convivenza, finisce col diventare una grande amicizia, e in breve tutti e cinque gli amici si rendono conto di non poter fare a meno l'uno dell'altro. Venendo coinvolti nelle situazioni più diverse, Jess e i suoi amici finiscono così per aiutarsi sempre a vicenda, imparando ogni volta qualcosa sull'amore, la vita e su loro stessi.

## Episodi
| Stagione         | Episodi | Prima TV USA | Prima TV Italia |
| ---------------- | ------- | ------------ | --------------- |
| Prima stagione   | 24      | 2011-2012    | 2012            |
| Seconda stagione | 25      | 2012-2013    | 2013            |
| Terza stagione   | 23      | 2013-2014    | 2014            |
| Quarta stagione  | 22      | 2014-2015    | 2014-2015       |
| Quinta stagione  | 22      | 2016         | 2016            |
| Sesta stagione   | 22      | 2016-2017    | 2016-2017       |
| Settima stagione | 8       | 2018         | 2018            |

### Crossover
Il quarto episodio della sesta stagione di New Girl, Ritorno a New York, rappresenta la seconda e ultima parte di un crossover con Brooklyn Nine-Nine, iniziato con il quarto episodio della quarta stagione di quest'ultima, Turno di notte.

## Personaggi e interpreti

### Personaggi principali
- Jessica "Jess" Day (stagioni 1-7), interpretata da Zooey Deschanel, doppiata da Alessia Amendola.
È la protagonista della serie. Jess è una frizzante maestra, trentenne, allegra, entusiasta e sensibile, sempre pronta a scherzare, ma allo stesso tempo si abbatte facilmente. Ama canticchiare e inventare brevi canzoni, e con i suoi comportamenti sembra fare di tutto per mettere in imbarazzo gli altri. All'inizio della prima stagione termina una lunga relazione perché scopre di essere stata tradita. Non può più convivere con lui e decide di trovare una nuova casa: trova una stanza disponibile in un loft abitato da tre ragazzi. Rimangono subito colpiti dalla sua pazzia (alla domanda "possiedi animali?" lei racconta la storia di come voleva sedurre il suo ragazzo scoprendo poi il tradimento) e anche se inizialmente non tutti erano a favore del suo trasferimento, accettano. All'inizio i tre coinquilini sono Nick Miller, Schmidt e Ernie detto da tutti "Coach", ma dal secondo episodio in poi Coach viene sostituito con Winston. Volenti o no, iniziano ad affezionarsi creando una grande amicizia. Jess ha una migliore amica fin dai tempi della scuola, il suo nome è Cecilia "Cece", una modella di origini Indiane, della quale Schmidt si invaghisce subito. Jess è un’insegnante e ama il suo lavoro, infatti è molto solare e disponibile con i suoi studenti e spesso inventa canzoncine per loro. Si innamora, ricambiata, di Nick.
- Nick Miller (stagioni 1-7), interpretato da Jake Johnson, doppiato da Simone Crisari. È uno dei nuovi coinquilini di Jess. È pigro e scontroso con il mondo. È riuscito a ottenere l'abilitazione per esercitare il mestiere di avvocato ma, resosi conto che non era davvero quello che voleva, ha lasciato tutto per fare il barista nel locale frequentato dal gruppo che poi acquisterà assieme a Schmidt diventandone, quindi, co-proprietario. Si è innamorato di Jess dalla prima volta che l'ha vista, tanto che ha dovuto firmare assieme agli altri coinquilini un "Patto di non Scopanza" per evitare situazioni scomode.
- Schmidt (stagioni 1-7), interpretato da Max Greenfield, doppiato da Stefano Crescentini.
È uno dei nuovi coinquilini di Jess. È laureato in comunicazione e lavora per un'azienda che tratta di marketing, ed è ebreo. È il donnaiolo del gruppo, sicuro di sé e sempre a caccia di avventure. È orgoglioso del proprio corpo, tant'è che appena ne ha l'occasione si toglie la maglietta per mostrare a tutti i suoi addominali, cosa provocata da un passato da ragazzo obeso. È chiamato dagli amici semplicemente Schmidt, in realtà il suo cognome, mentre il suo nome rimane per lungo tempo un mistero. Si innamora, ricambiato, di Cece.
- Winston Bishop (stagioni 1-7), interpretato da Lamorne Morris, doppiato da Marco Baroni.
È uno dei nuovi coinquilini di Jess. È un giocatore di basket che non ha sfondato, appena ritornato negli Stati Uniti dopo aver tentato la carriera in Lettonia. È una persona altamente competitiva, e decisa a svolgere ogni cosa per il meglio. Conduce inizialmente un programma radiofonico notturno, successivamente diventa poliziotto. Ha un rapporto molto complicato con gli scherzi, passa da scherzi totalmente inutili a scherzi decisamente eccessivi.
- Cece Parekh (stagioni 1-7), interpretata da Hannah Simone, doppiata da Ughetta d'Onorascenzo.
È la migliore amica di Jess, sin dai tempi dell'infanzia. È un'affascinante modella indiana, pronta a fulminare tutti i ragazzi che l'avvicinano con sguardi taglienti e risposte a tono. Dopo aver lasciato il lavoro da modella, lavora come barista insieme a Nick, e tenta di fare decollare la sua agenzia per modelli. È estremamente protettiva verso Jess. Si innamora, ricambiata di Schmidt.
- Coach (stagioni 1[5], 3-4, guest 5-7), interpretato da Damon Wayans Jr., doppiato da Fabrizio Vidale.
È un ex atleta che lavora come personal trainer. Era già stato uno dei coinquilini di Jess nel loft, ma si trasferirà per motivi sconosciuti e sarà rimpiazzato in pianta stabile da Winston. Ritorna a far parte del gruppo nella terza stagione e quarta stagione dopo aver rotto con la sua ragazza e ritrasferendosi nel loft. Successivamente va a convivere con May, la sua nuova ragazza, a New York, non frequentando di conseguenza più assiduamente il gruppo.
- Ruth (stagione 7), interpretata da Danielle Rockoff e da Rhiannon Rockoff, doppiata da Sofia Suarez.
È la figlia di 3 anni di Schmidt e Cece dopo il salto temporale di tre anni nel finale della sesta stagione.

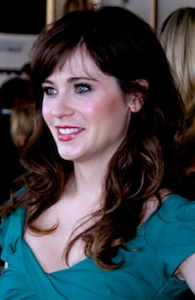
Zooey Deschanel interpreta Jess
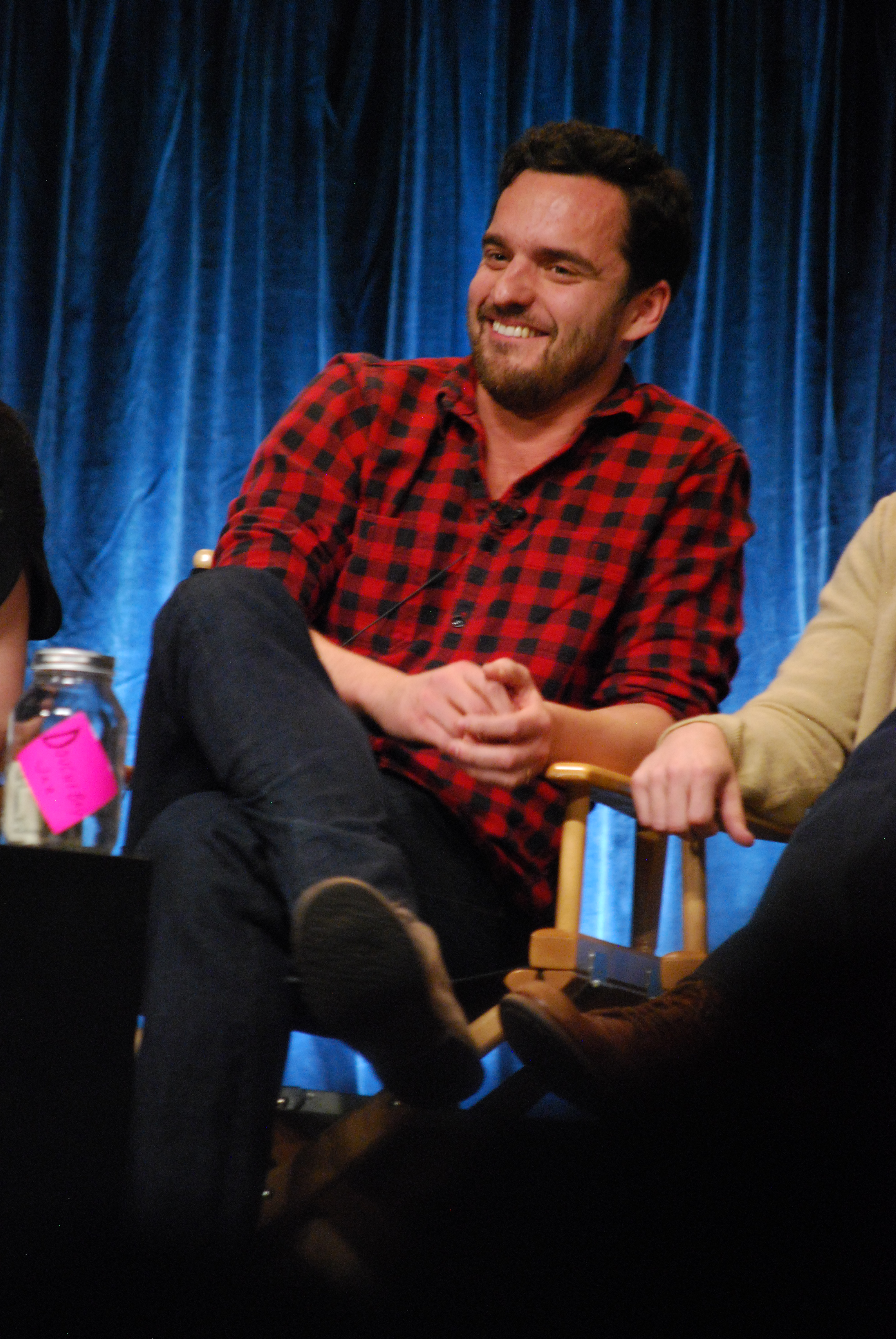
Jake Johnson interpreta Nick
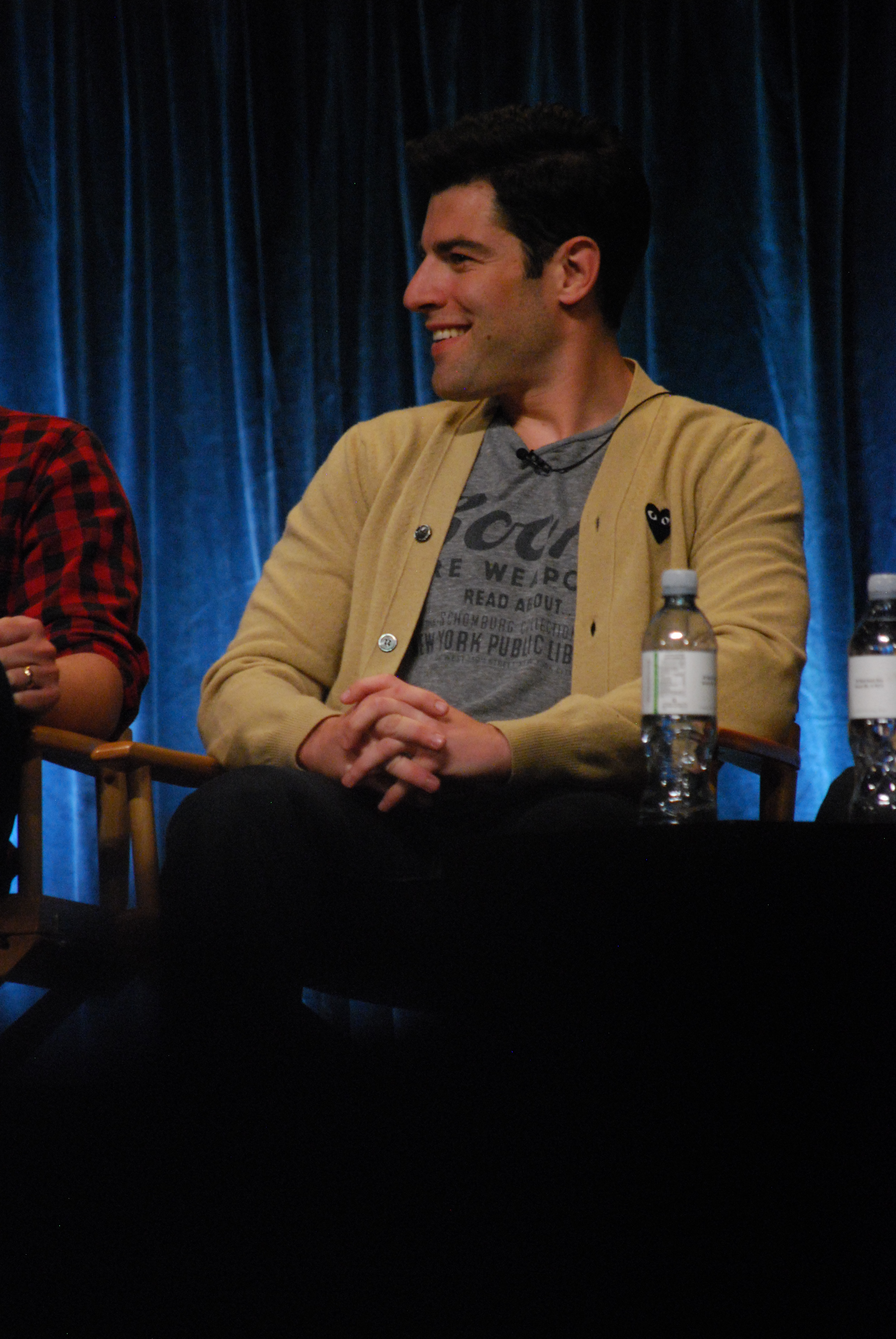
Max Greenfield interpreta Schmidt
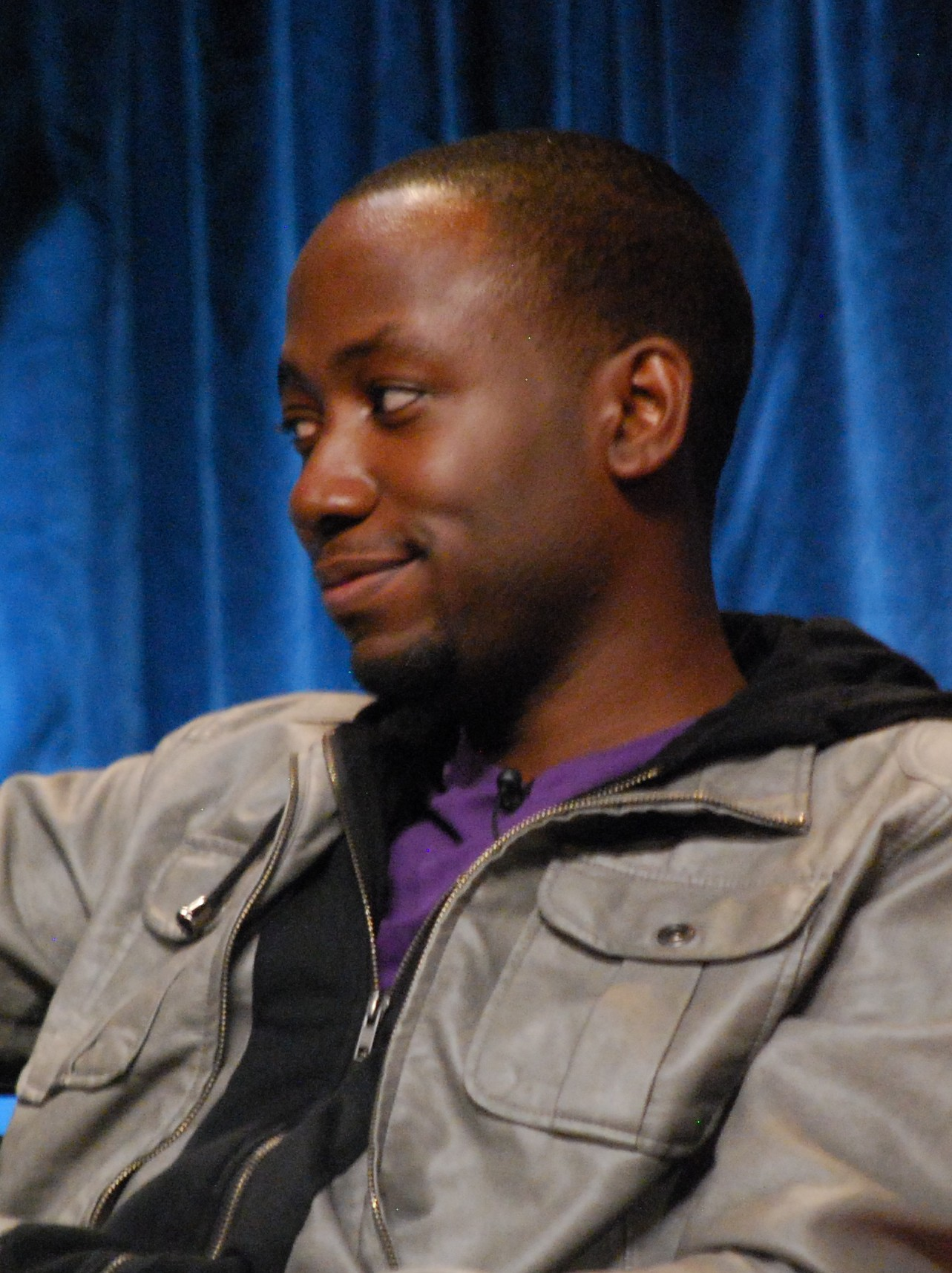
Lamorne Morris interpreta Winston
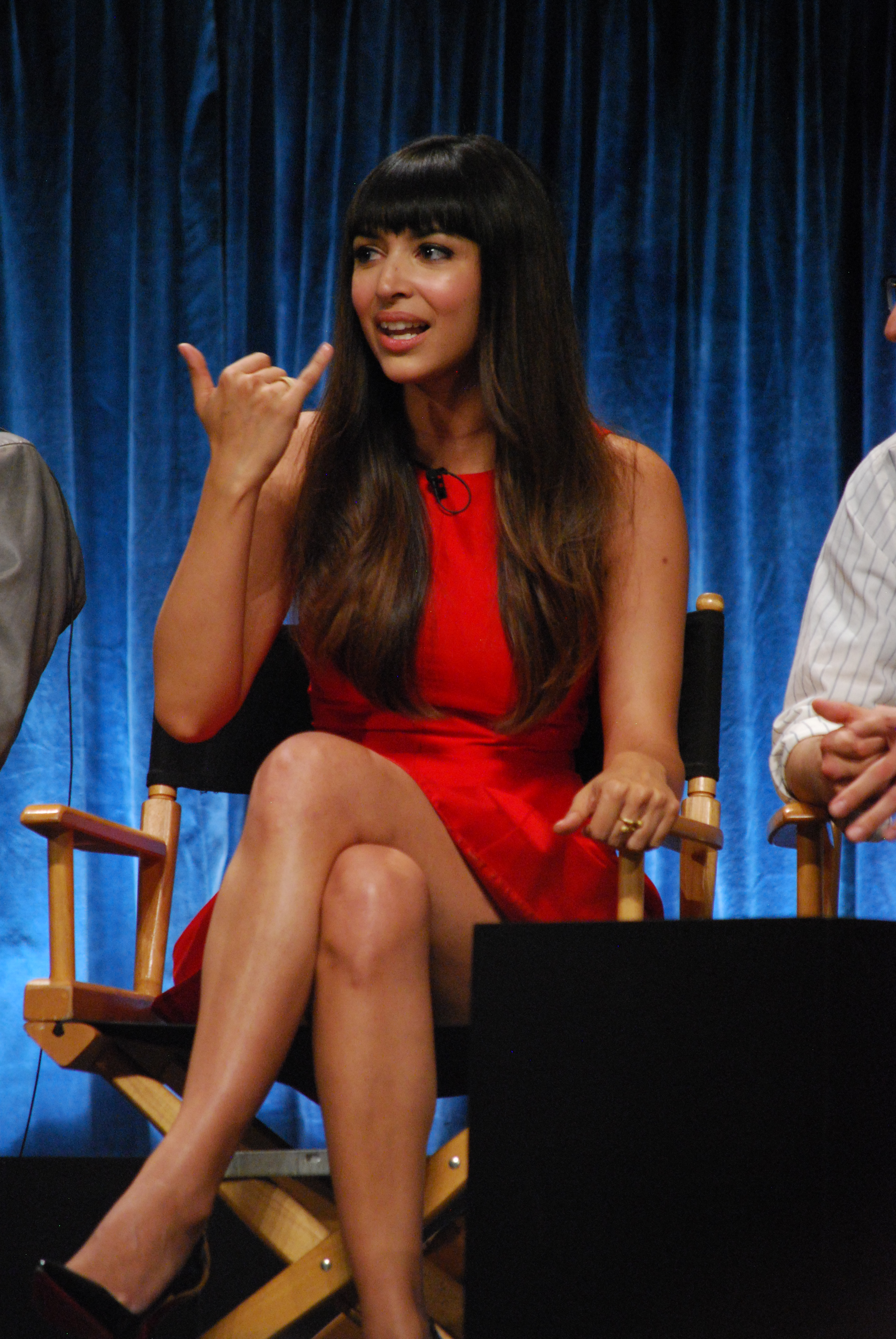
Hannah Simone interpreta Cece
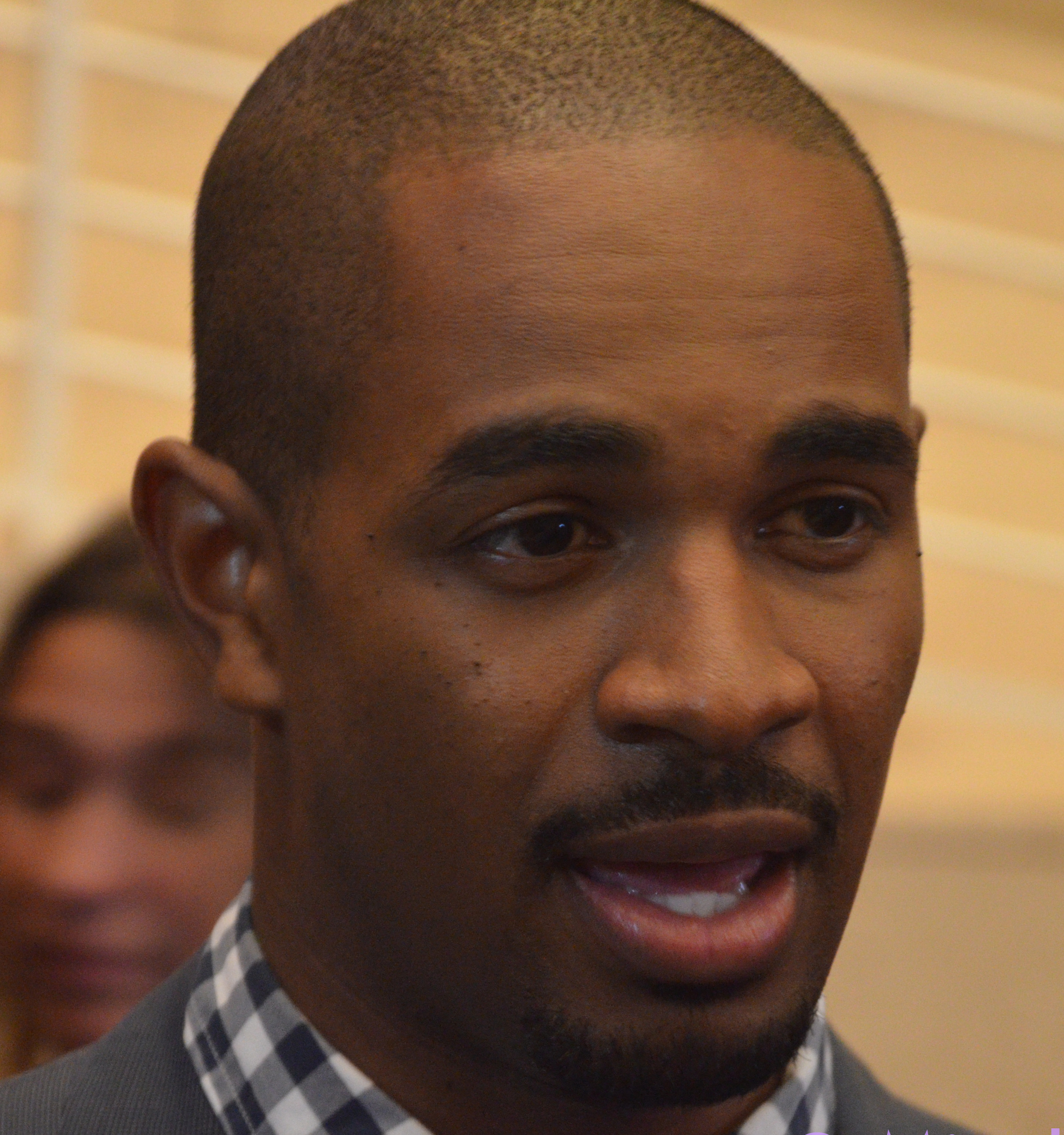
Damon Wayans Jr. interpreta Coach

### Personaggi secondari
- Paul Genzlinger (stagione 1, 4), interpretato da Justin Long, doppiato da Francesco Pezzulli.
È un insegnante di musica, collega a scuola di Jess, con cui per breve tempo instaura una relazione, ma Jess lo lascia, non sentendosi pronta per una storia seria, e in seguito Paul si fidanza con un'altra ragazza. Piange in modo orrendo, come se stesse ridendo.
- Russell (stagioni 1-2, 7), interpretato da Dermot Mulroney, doppiato da Massimo Bitossi.
È un miliardario, divorziato e finanziatore della scuola di Jess oltre che padre di Sara, una delle alunne della ragazza. La ragazza lo frequenta per qualche tempo, ma Jess chiude la loro relazione quando capisce che Russell non prova per lei la stessa passione che provava per la sua ex moglie. Nick è molto affascinato da Russell e dalla sua personalità.
- Julia (stagione 1), interpretata da Lizzy Caplan, doppiata da Ilaria Giorgino.
È un'avvocatessa in carriera, si fidanza con Nick, ma la loro storia dura molto poco a causa delle insicurezze di lui. Ha problemi di gestione della rabbia.
- Caroline (stagioni 1, 3), interpretata da Mary Elizabeth Ellis, doppiata da Valeria Vidali.
È l'ex ragazza di Nick, fonte della sua depressione a causa delle loro numerose rotture.
- Sadie (stagioni 1-3, 6-7), interpretata da June Diane Raphael, doppiata da Anna Chiara Repetto.
È un'amica di Jess, una ostetrica e ginecologa. È lesbica e fidanzata da anni con la sua compagna. Lei e la sua fidanzata si sposano, e Sadie rimane incinta di un bambino.
- Shelby (stagioni 1-2), interpretata da Kali Hawk.
È una delle ragazze di Winston. I due si lasciano vista la mancanza di passione nel loro rapporto.
- Sam (stagioni 2, 5, 7), interpretato da David Walton, doppiato da Davide Albano.
È un pediatra, con cui Jess instaura una relazione di sesso occasionale, per poi diventare una cosa seria. Sam lascia Jess quando capisce che lei prova dei sentimenti per Nick. Successivamente, riprendono la relazione per poi riterminarla quando Sam si rende conto di essere innamorato della sua migliore amica e che lei è ancora innamorata di Nick.
- Robby (stagioni 2, 5-7), interpretato da Nelson Franklin, doppiato da Raffaele Palmieri.
È uno dei ragazzi frequentati da Cece. Nonostante i primi contrasti, lui e Schmidt diventano buoni amici. In seguito alla rottura con Cece, cerca di riconquistarla, ma con scarsi risultati. Ricomparirá per il matrimonio di Cece, e in seguito lui e Jess capiranno di provare qualcosa l'uno per l'altra. Tuttavia dopo breve tempo lui e Jess scoprono di essere cugini di terzo grado, e questo pone bruscamente fine alla loro relazione.
- Daisy (stagioni 2-3), interpretata da Brenda Song.
È una delle ragazze di Winston, un'assistente di volo che il ragazzo poi lascerà tenendosi però il suo gatto Ferguson.
- Shivrang (stagione 2), interpretato da Satya Bhabha.
È un ragazzo indiano che Cece inizia a frequentare, i due decidono di sposarsi, ma Cece lo lascia perché ammette di essere innamorata ancora di Schmidt, inoltre pure Shivrang rivela di amare un'altra donna.
- Elizabeth (stagioni 2-3), interpretata da Merritt Wever.
È l'ex ragazza di Schmidt. Suo primo amore, i due si frequentarono ai tempi del college, per poi lasciarsi quando Schmidt cambiò atteggiamento e cominciò a dimagrire. Quando i due tornano a frequentarsi, Elizabeth si dimostra una ragazza con un carattere molto forte ed estroverso, noncurante dell'opinione altrui.
- Bob Day (stagioni 2-4, 6-7), interpretato da Rob Reiner, doppiato da Bruno Alessandro.
È il padre di Jess, divorziato dalla moglie. Per sua stessa ammissione, quando era giovane, aveva molte cose in comune con Nick.
- Joan Day (stagioni 2-4, 7), interpretata da Jamie Lee Curtis, doppiata da Anna Rita Pasanisi.
È la madre di Jess, divorziata dal marito che ha sposato troppo presto. Sembra che Jess cerchi sempre di farli rimettere insieme.
- Abby Day (stagione 3), interpretata da Linda Cardellini, doppiata da Francesca Manicone.
È la sorella di Jess, uscita dal carcere decide di volersi trasferire nel loft dei ragazzi; le cose non vanno nel verso giusto e, condizionando Schmidt con delle proposte sessuali, decide di trasferirsi a casa sua.
- Aly Nelson (stagioni 4-7), interpretata da Nasim Pedrad, doppiata da Loretta Di Pisa.
È la collega di lavoro di Winston quando entra in polizia e presto se ne innamora, cominciando così a frequentarsi. In seguito il ragazzo le propone di sposarlo.
- Reagan (stagioni 5-6), interpretata da Megan Fox, doppiata da Federica De Bortoli.
È una rappresentante farmaceutica. Sostituisce come affittuaria Jess, la quale si allontana dal loft per fare la giurata per un certo periodo. È bisessuale e in passato ha avuto una relazione con Cece, il che mette a dura prova Schmidt. Tra lei e Nick nasce qualcosa ma, prima che possa accadere qualcosa di serio, Reagan deve allontanarsi. Farà nuovamente capolino in occasione del matrimonio di Cece e Schmidt, e in questa occasione lei e Nick, incoraggiato da Jess stanca di vederlo continuamente dubitare di se stesso, decideranno di andare a convivere per alcuni mesi; visti i suoi continui spostamenti di lavoro, Nick tornerá nel loft continuando comunque la loro relazione. Si lasciano per mancanza di comunicazione e perché Nick capisce che ormai vuole un vero rapporto di coppia e una stabilità che con lei non ha.

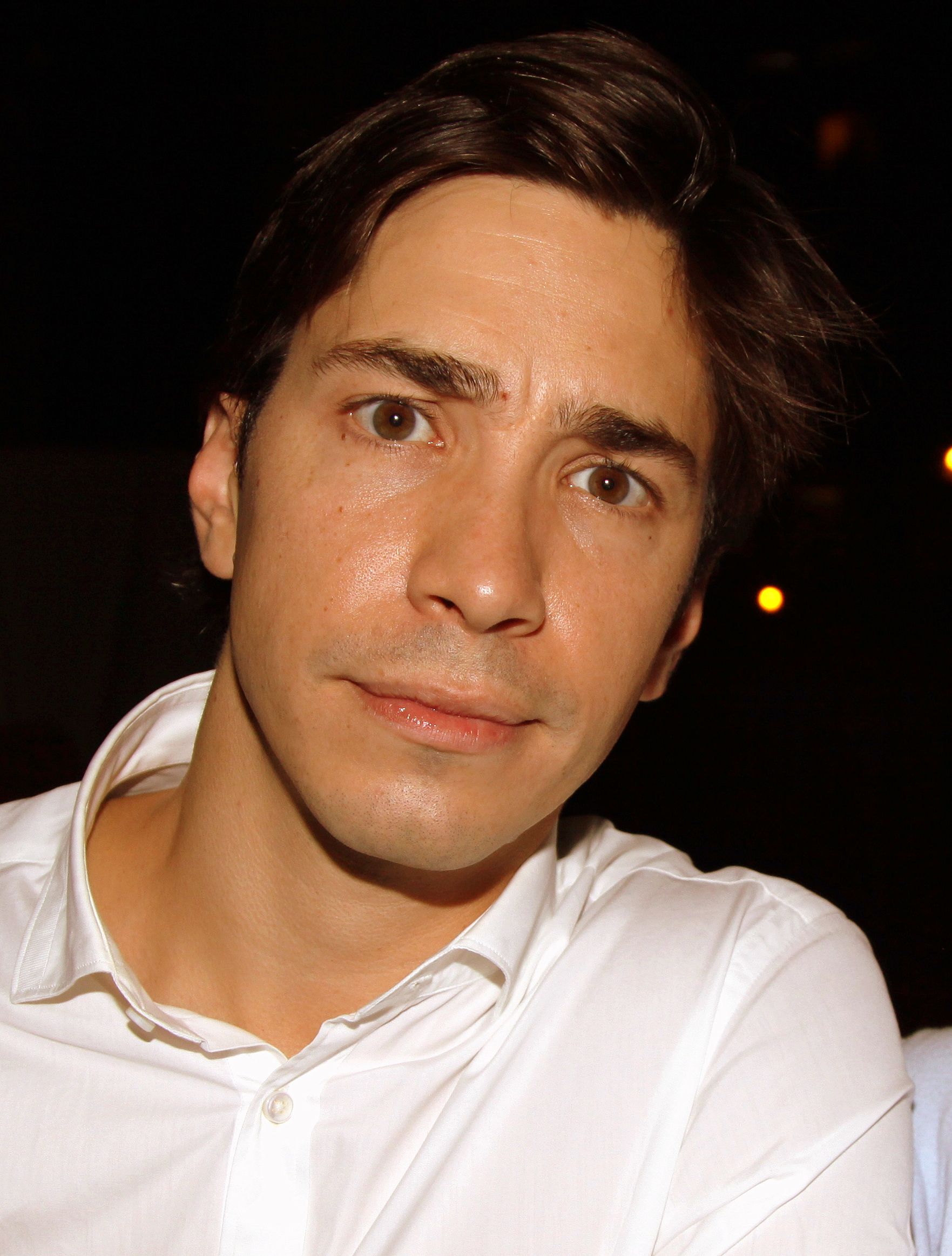
Justin Long interpreta Paul
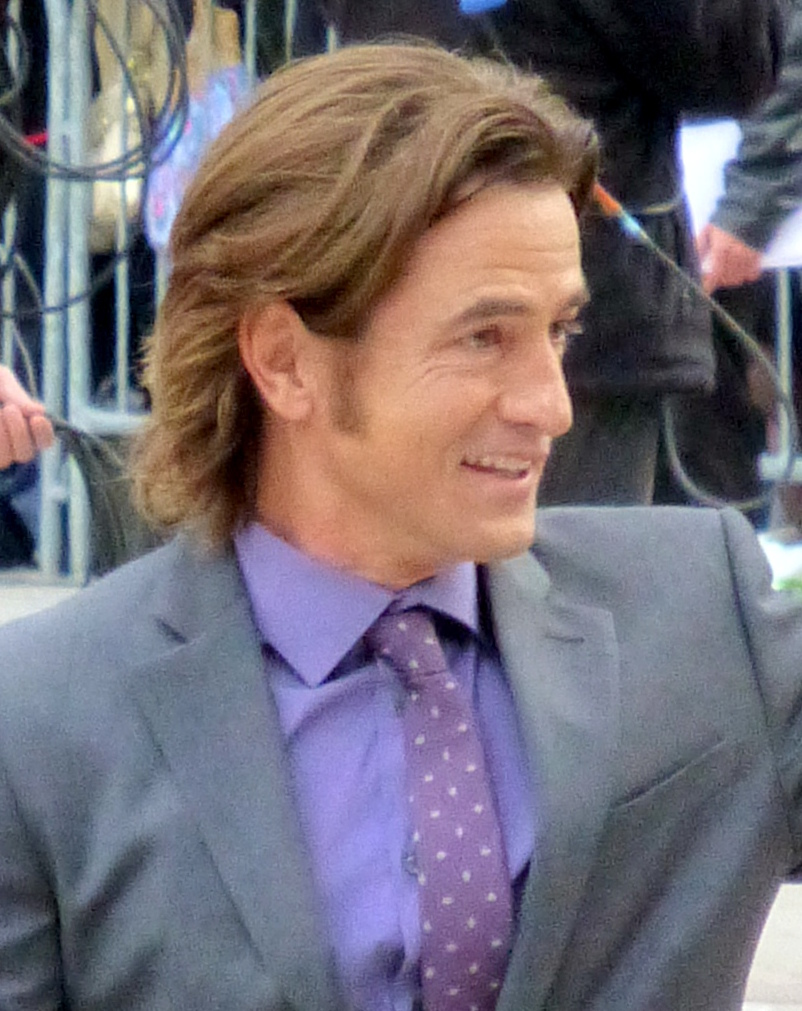
Dermot Mulroney interpreta Russell
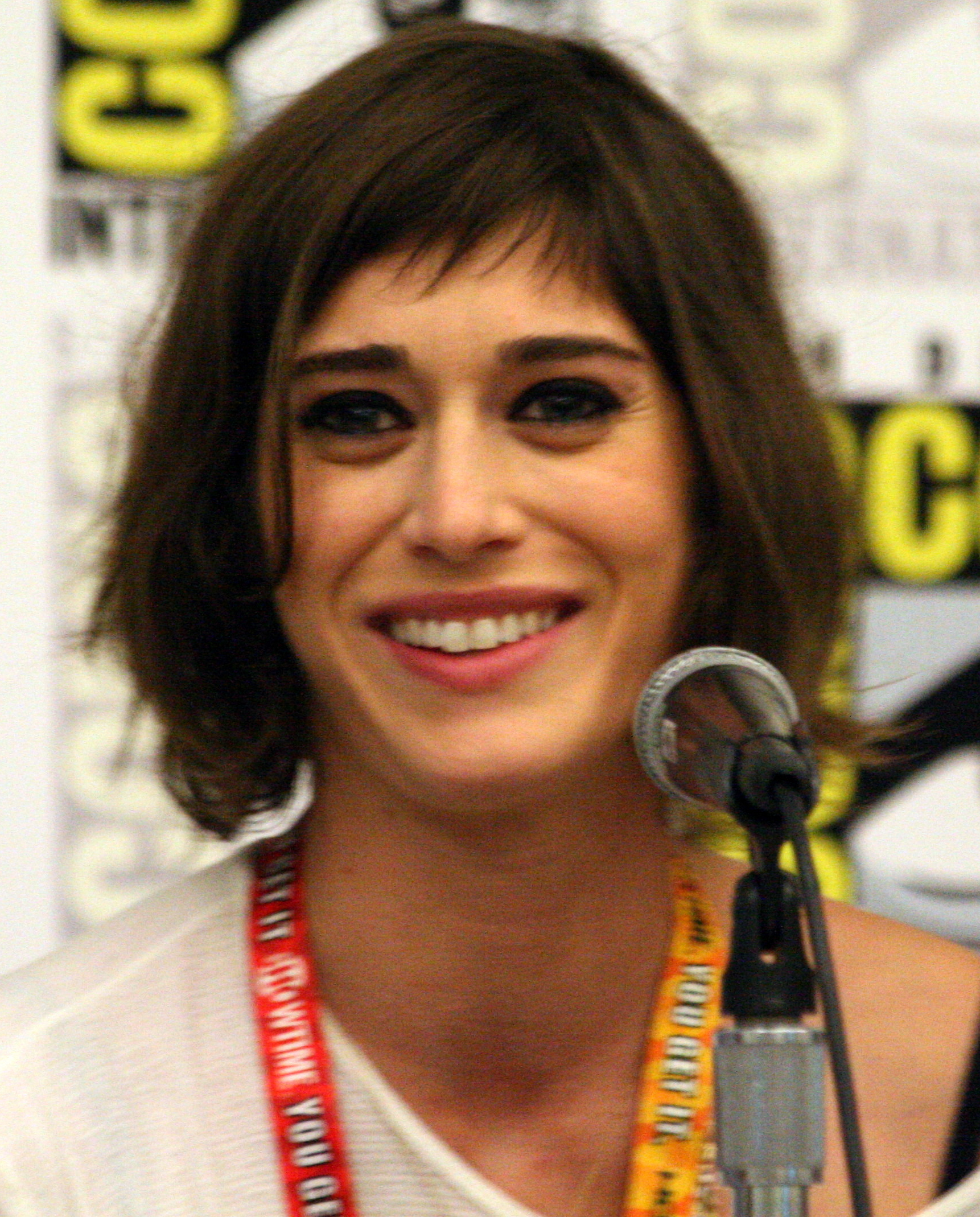
Lizzy Caplan interpreta Julia
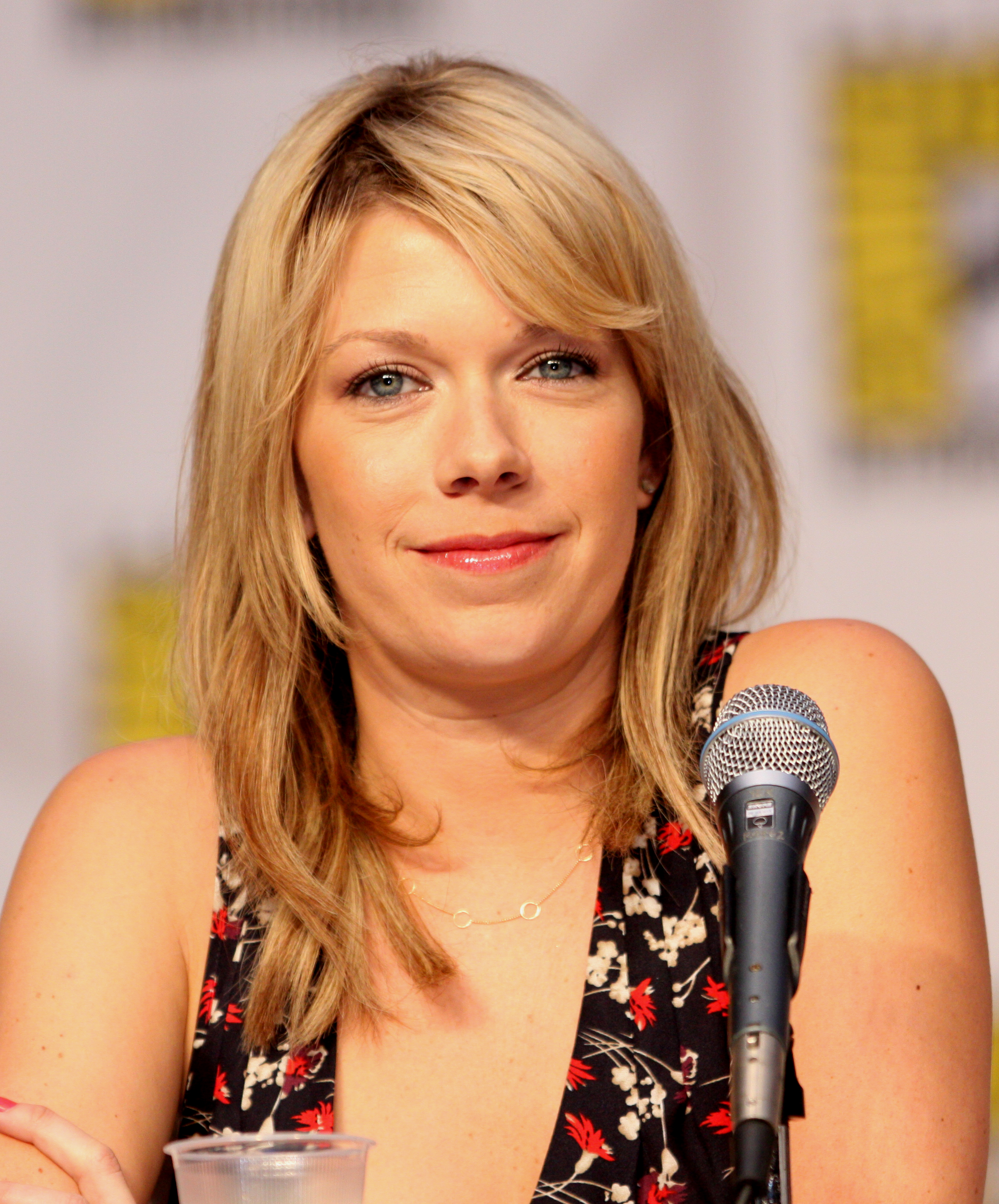
Mary Elizabeth Ellis interpreta Caroline
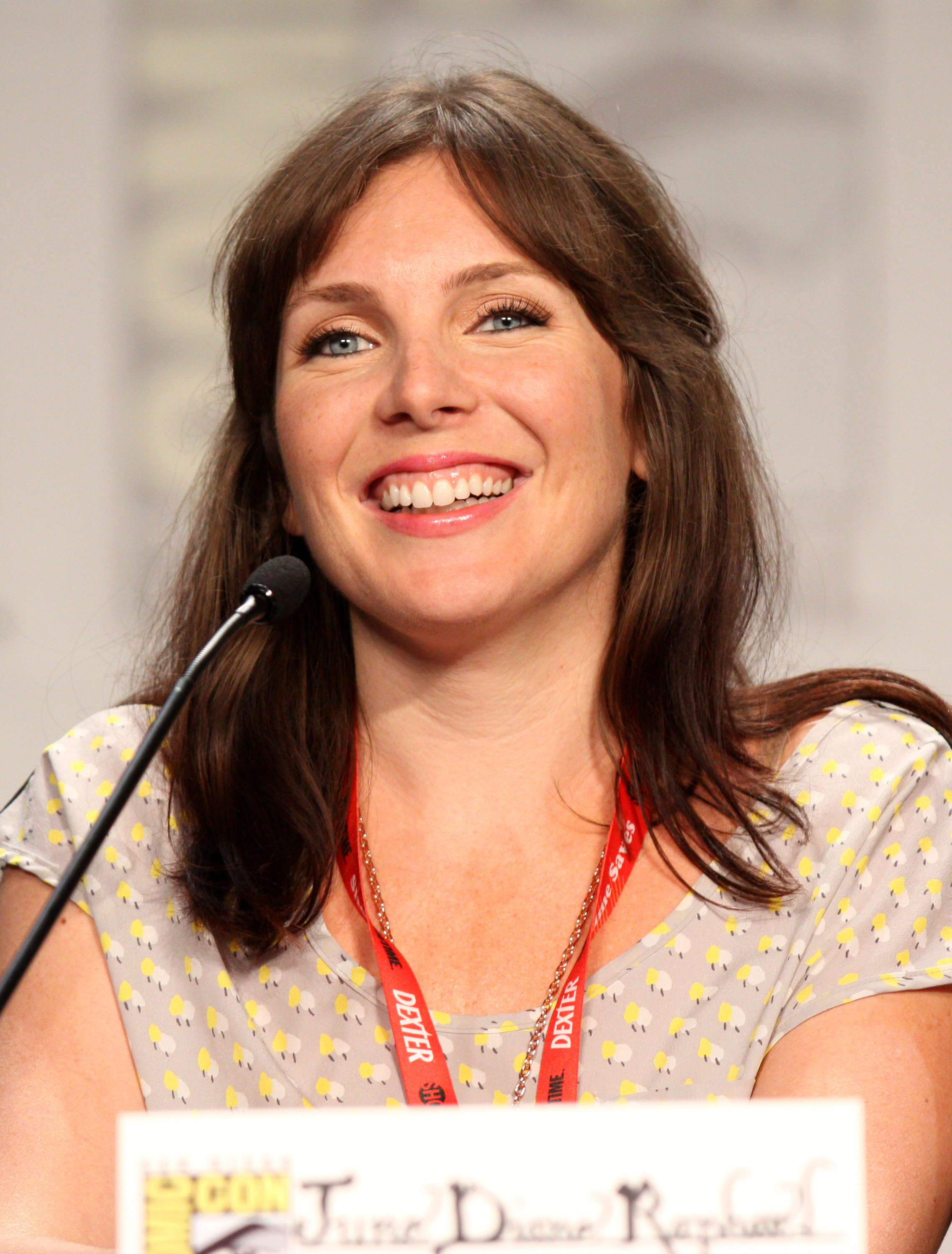
June Diane Raphael interpreta Sadie
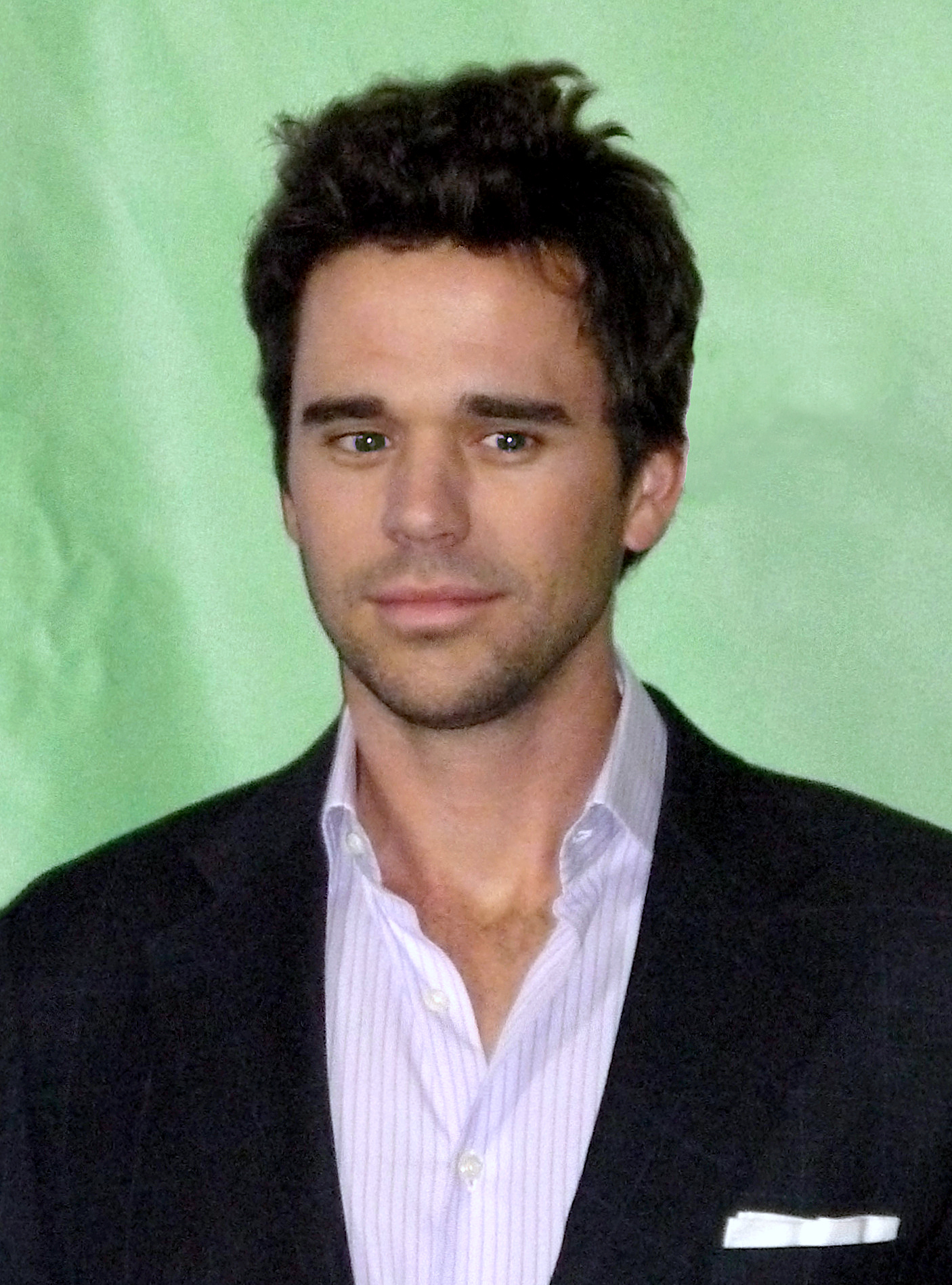
David Walton interpreta Sam
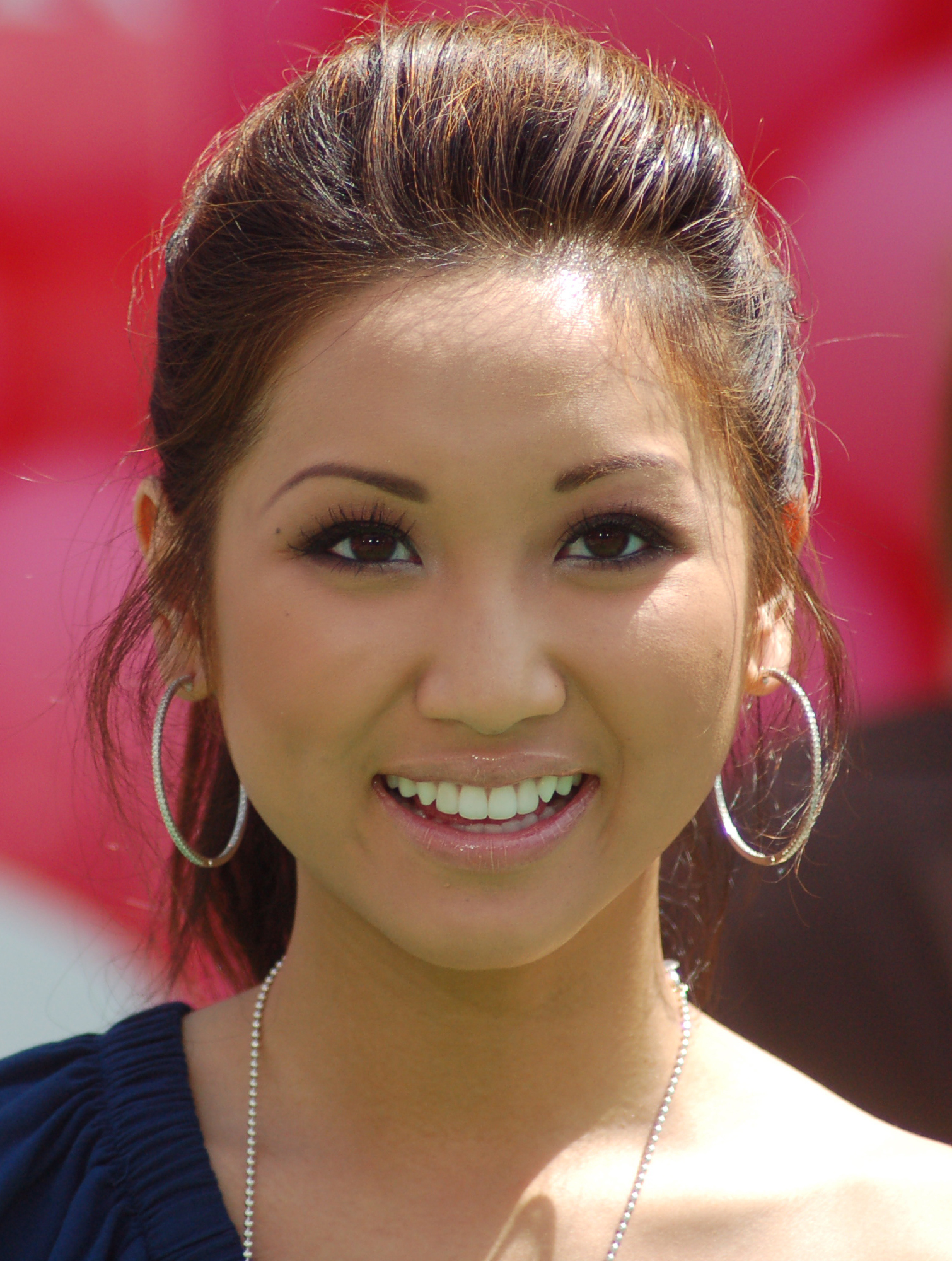
Brenda Song interpreta Daisy
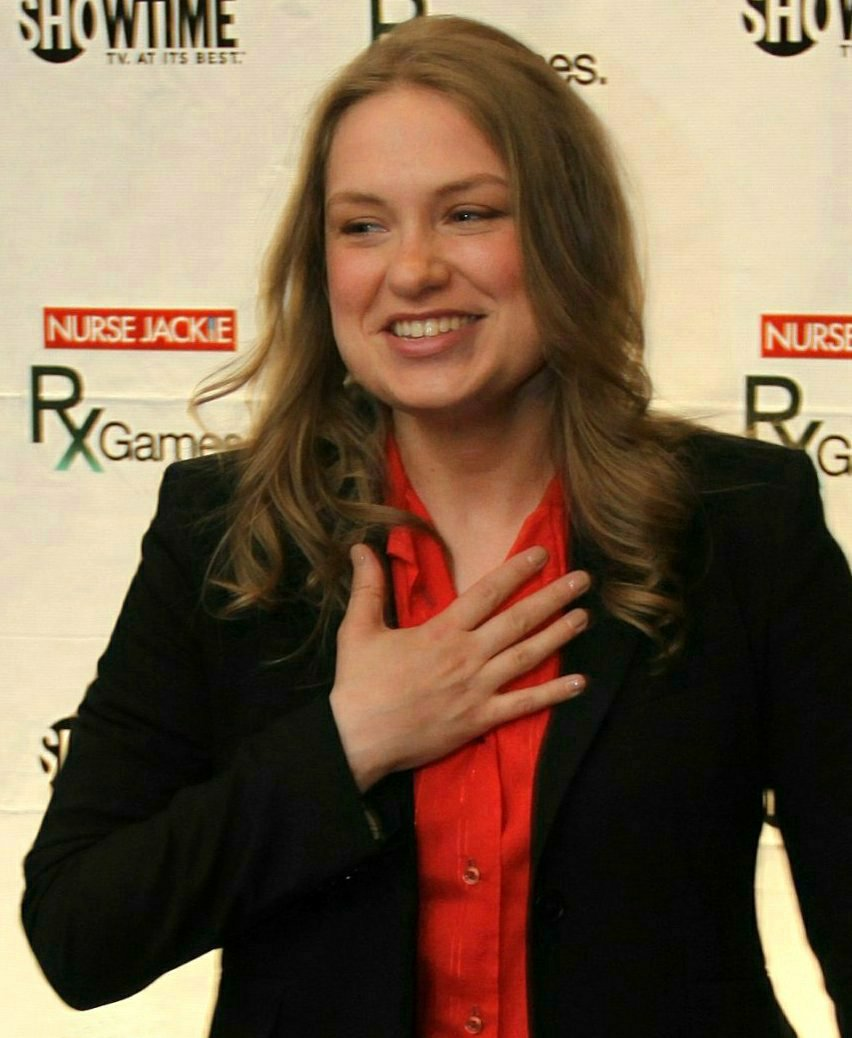
Merritt Wever interpreta Elizabeth
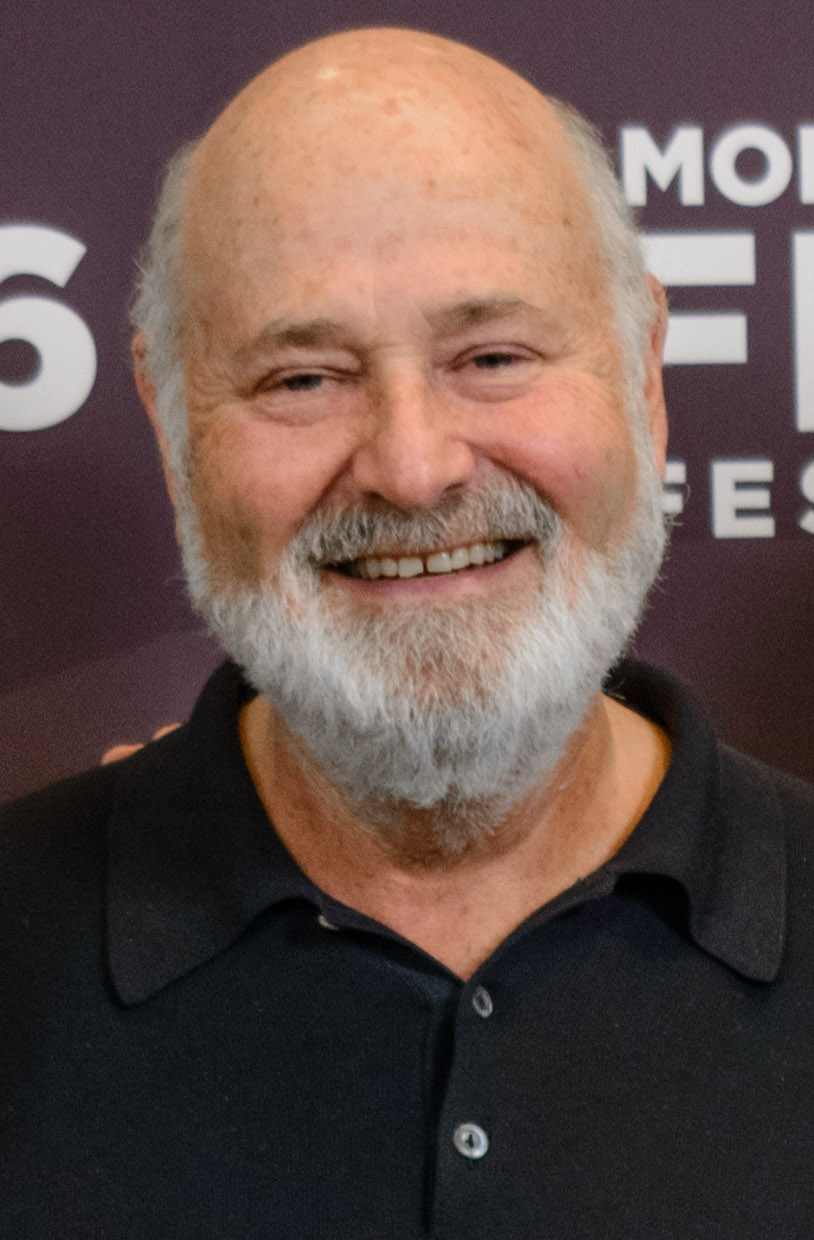
Rob Reiner interpreta Bob Day
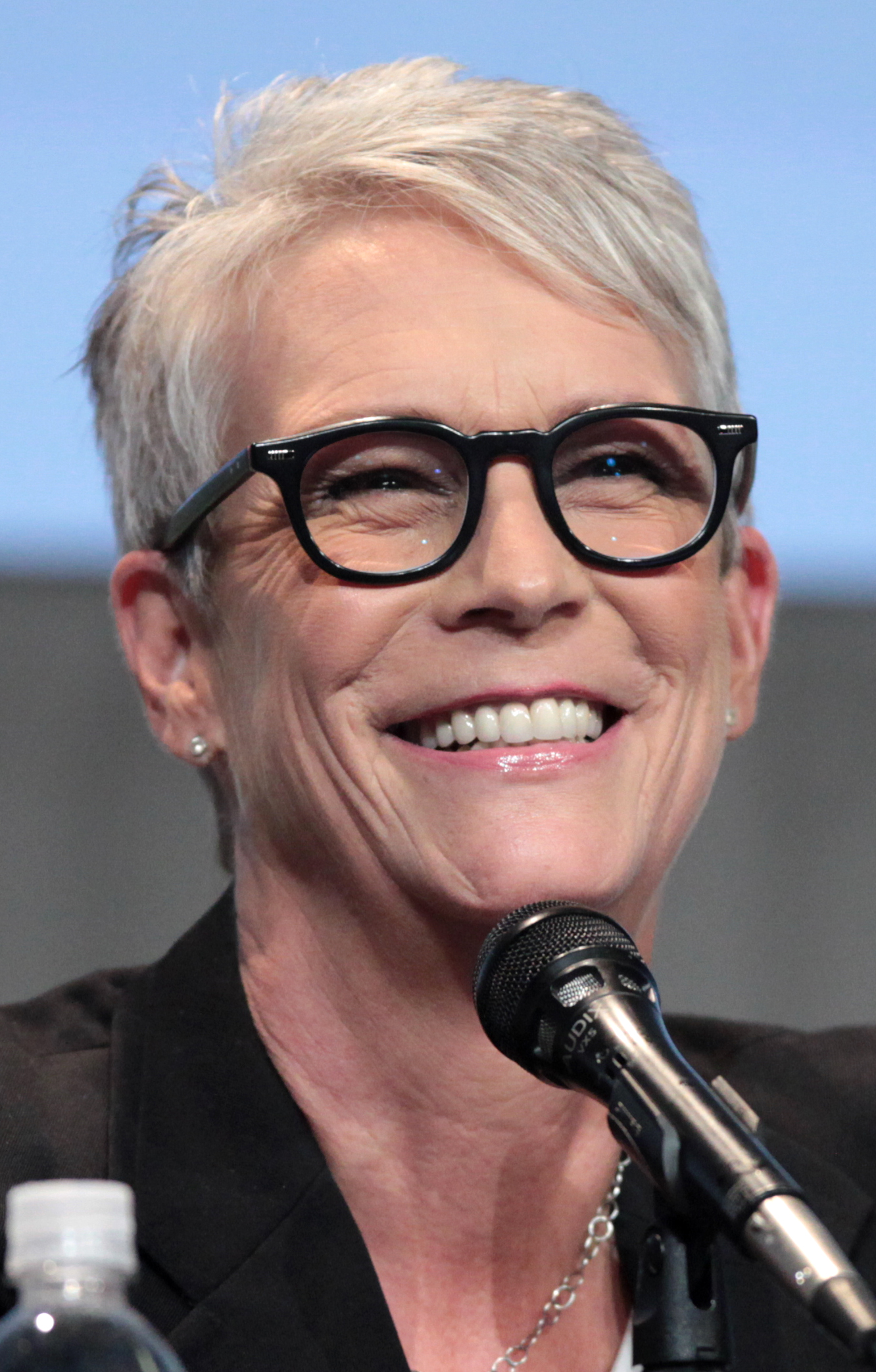
Jamie Lee Curtis interpreta Joan Day
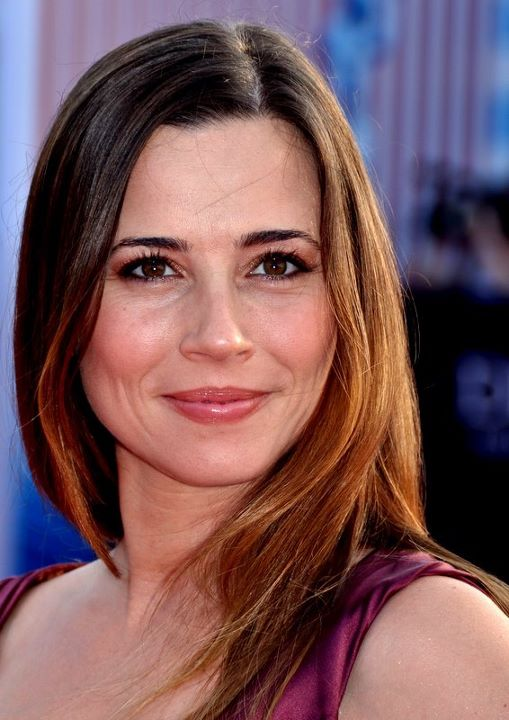
Linda Cardellini interpreta Abby Day
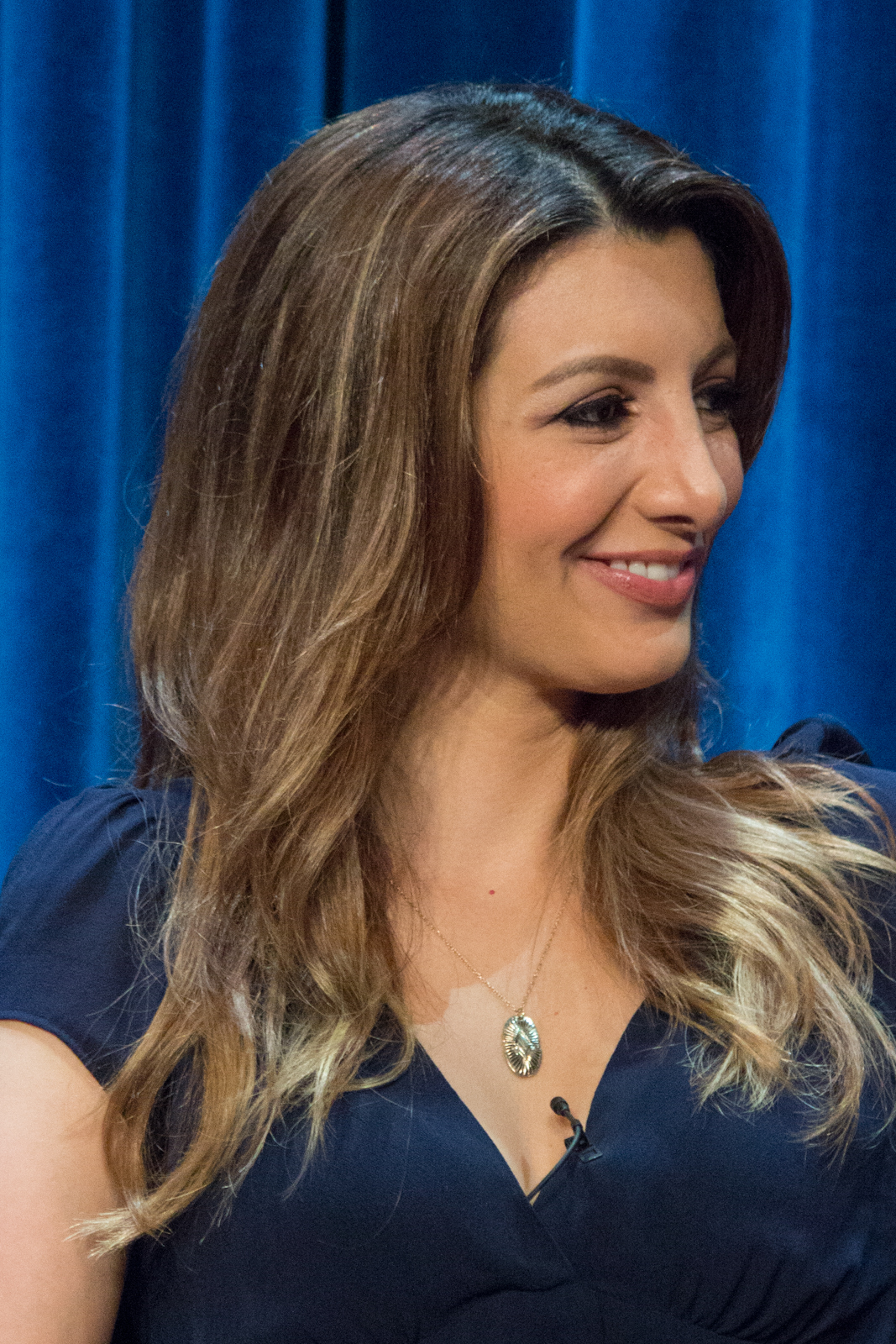
Nasim Pedrad interpreta Aly Nelson
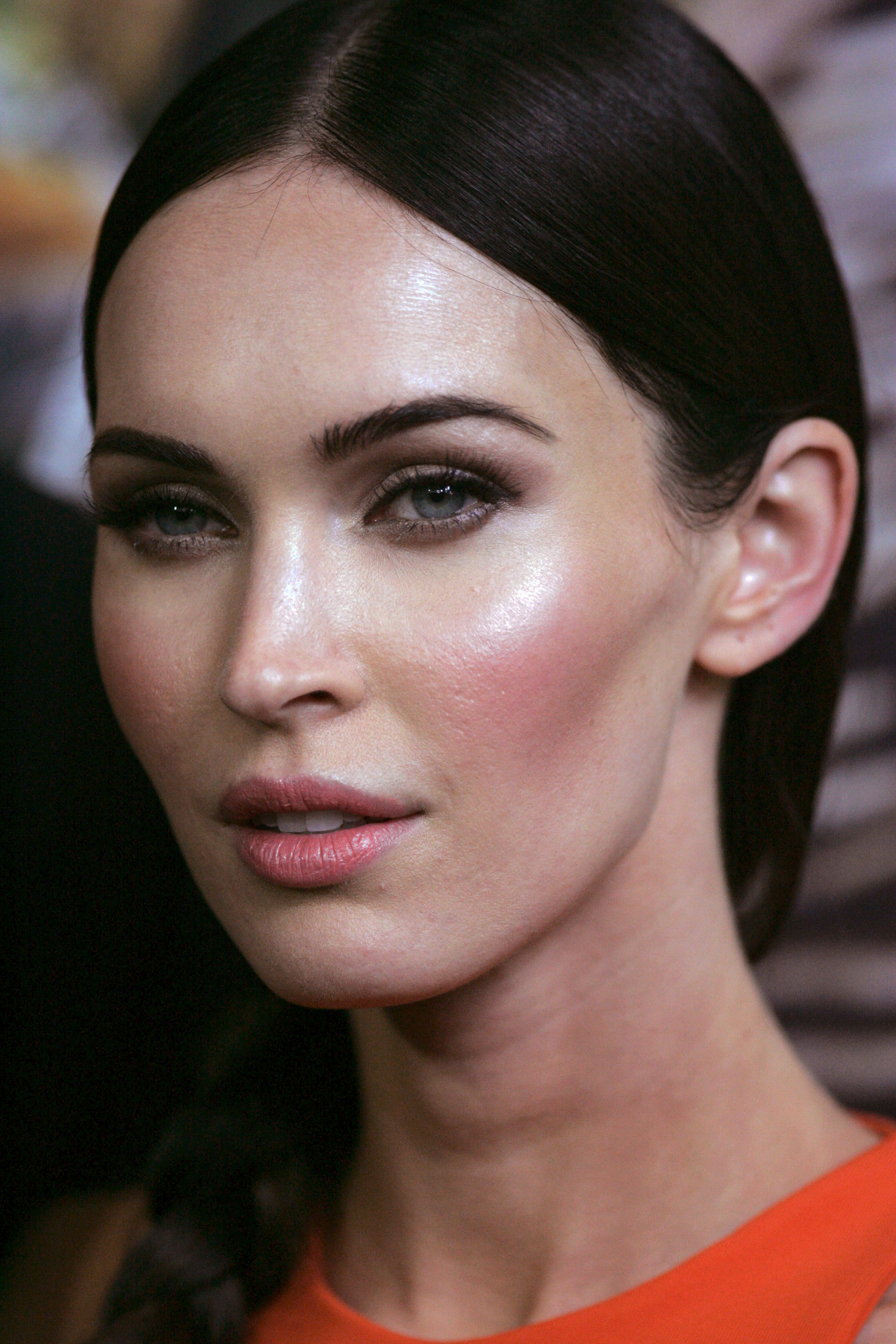
Megan Fox interpreta Reagan

## Produzione
La serie è stata prodotta, creata e sceneggiata da Elizabeth Meriwether per Chermin Entertainment e Fox Television Studios. La Fox ha dato il via libera alla produzione dell'episodio pilota nel maggio 2011. L'episodio è stato poi distribuito in anteprima online dal 6 settembre sulla piattaforma iTunes (primo caso del genere al mondo), e dal 13 settembre su Hulu e sul sito web fox.com; è stato inoltre reso disponibile, sempre in anteprima rispetto all'esordio televisivo, su TiVo, sulle in-flight TV di Frontier Airlines e JetBlue Airways, e sul blog hellogiggles.com, co-creato dalla protagonista Zooey Deschanel.

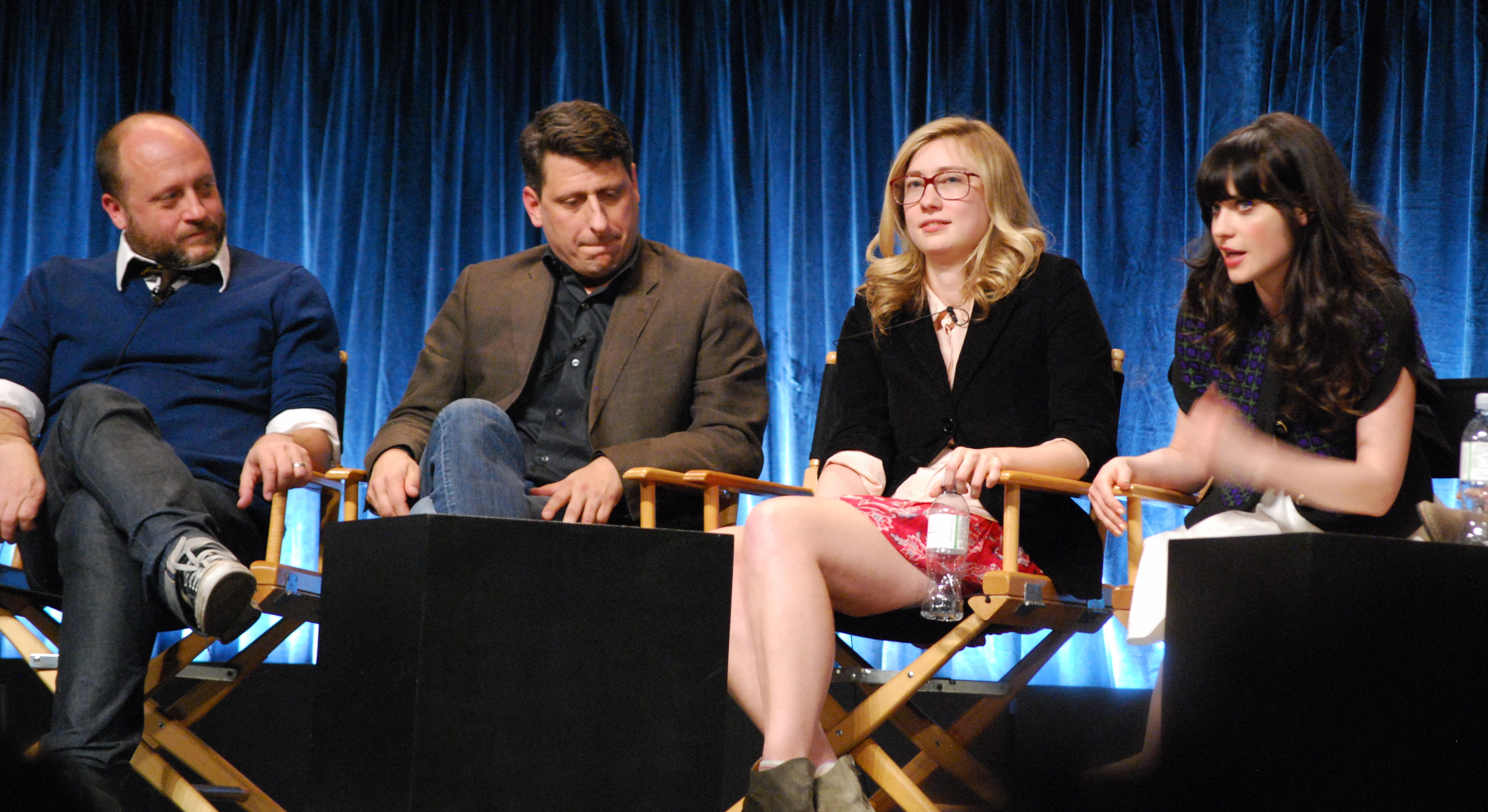
I produttori esecutivi della serie, Dave Finkel, Brett Baer ed Elizabeth Meriwether, assieme alla protagonista Zooey Deschanel, al PaleyFest 2012.

Damon Wayans Jr. compare inizialmente tra i protagonisti del pilot nei panni di Coach, uno dei tre nuovi coinquilini di Jessica. Dopo quest'unico episodio, l'attore s'è trovato costretto ad abbandonare New Girl in seguito all'inaspettato rinnovo per la seconda stagione di Happy Endings – serie di cui Wayans era già tra i protagonisti –; il personaggio di Coach è stato così sostituito, a partire dal secondo episodio, da Winston Bishop, interpretato da Lamorne Morris. Dopo la definitiva chiusura di Happy Endings nel 2013, gli autori di New Girl hanno potuto riprendere in mano il personaggio di Coach, con Damon Wayans Jr. che è così ritornato nel cast dello show a partire dalla terza stagione, affiancando i precedenti protagonisti.
Visto il successo di pubblico ottenuto all'esordio, dopo 2 soli episodi trasmessi la Fox ha deciso di estendere l'iniziale ordine di 13 episodi a una stagione completa formata da 24 episodi. Il 9 aprile 2012 la serie è stata rinnovata per una seconda stagione. Il 22 ottobre 2012 la Fox ha dapprima esteso anche la seconda stagione a 24 episodi, cui è seguìto il 19 febbraio 2013 l'aggiunta di un ulteriore episodio, che ha portato l'ordine della seconda stagione a 25 episodi. Il 4 marzo dello stesso anno la serie è stata rinnovata per una terza stagione, cui sono seguiti ulteriori rinnovi per una quarta, il 7 marzo 2014, ed una quinta stagione, il 31 marzo 2015. Il 4 aprile 2016 la serie è stata rinnovata per una sesta stagione, cui è seguito il 14 maggio 2017 il rinnovo per una settima e ultima stagione, in onda dal 13 aprile 2018.

## Colonna sonora
La canzone che accompagna la sigla della serie, Hey Girl, è cantata dalla protagonista Zooey Deschanel.

## Accoglienza

### Pubblico
La première di New Girl è stata seguita da circa 10.280.000 spettatori, di cui 4.800.000 nella fascia 18/49 anni. È stato il miglior risultato d'ascolto per l'esordio di una serie TV commedia della Fox nei precedenti dieci anni.

### Critica
Nel giugno 2011, dopo la visione dell'episodio pilota, New Girl è stata eletta tra le "nuove serie TV più promettenti" da una giuria di critici ai Critics' Choice Television Awards 2011. Il sito web Metacritic ha assegnato alla serie un punteggio di 66/100 da parte della critica e di 7,1 da parte degli utenti.

## Trasmissione internazionale
- Stati Uniti: New Girl, Fox, dal 20 settembre 2011
- Canada: New Girl, Citytv, dal 20 settembre 2011[34]
- Filippine: New Girl, ETC, dal 7 ottobre 2011
- Messico: New Girl, Fox, dal 7 ottobre 2011
- Corea del Sud: New Girl, On Style, dall'8 ottobre 2011
- Asia, Singapore: New Girl, STAR World, dal 5 novembre 2011
- Paesi Bassi: New Girl, RTL 5, dal 6 dicembre 2011
- Germania: New Girl, ProSieben (st. 1-3; 5-7), Sixx (st. 4), dal 5 gennaio 2012[35]
- Regno Unito: New Girl, E4,[36] dal 6 gennaio 2012[37]
- Italia: New Girl, Fox (st. 1-4), Fox Comedy (st. 5-7), dal 25 gennaio 2012
- Australia: New Girl, Network Ten,[38] dal 2012
- Portogallo: Jess e os Rapazes, Fox Life (st. 1-3),[39] Fox Comedy (st. 4-7),[40] dal 7 marzo 2012
- Grecia: New Girl, Fox Life, dal 20 marzo 2012[41]
- Spagna: New Girl, Fox, Factoría de Ficción (in chiaro), dal 4 luglio 2012[42]
- Polonia: Jess i chłopaki, Fox (st. 1),[43] Fox Life (st. 2-3),[44] Fox Comedy (st. 4-7),[45] dal 13 agosto 2012
- Francia: New Girl, TF6 (st. 1-3)[46], M6 (st. 4-7),[47] dal 19 novembre 2012[48]
- Repubblica Ceca: Nová holka, Prima Cool (st. 1-2), Prima Comedy Central (st. 3-7), dal 21 ottobre 2013[49]

## Riconoscimenti
- Critics' Choice Television Award
  - 2011 - Nuova serie TV più promettente
  - 2012 - Miglior attrice in una serie commedia a Zooey Deschanel
  - 2012 - Candidatura per la miglior serie commedia
  - 2012 - Candidatura per il miglior attore non protagonista in una serie commedia a Max Greenfield
  - 2012 - Candidatura per la miglior guest star in una serie commedia a Justin Long
  - 2013 - Candidatura per la miglior serie commedia
  - 2013 - Candidatura per la miglior attrice in una serie commedia a Zooey Deschanel
  - 2013 - Candidatura per il miglior attore in una serie commedia a Jake Johnson
  - 2013 - Candidatura per il miglior attore non protagonista in una serie commedia a Max Greenfield
- Premio Emmy
  - 2012 - Candidatura per la miglior attrice in una serie commedia a Zooey Deschanel
  - 2012 - Candidatura per il miglior attore non protagonista in una serie commedia a Max Greenfield
  - 2012 - Candidatura per la miglior regia per una serie commedia a Jake Kasdan per l'episodio Jess
  - 2012 - Candidatura per il miglior casting per una serie commedia
  - 2012 - Candidatura per il miglior design di una sigla
- Golden Globe
  - 2012 - Candidatura per la miglior serie commedia o musicale[50]
  - 2012 - Candidatura per la miglior attrice in una serie commedia o musicale a Zooey Deschanel[50]
  - 2013 - Candidatura per la miglior attrice in una serie commedia o musicale a Zooey Deschanel
  - 2013 - Candidatura per il miglior attore non protagonista in una serie a Max Greenfield
  - 2014 - Candidatura per la miglior attrice in una serie commedia o musicale a Zooey Deschanel
- People's Choice Awards
  - 2012 - Candidatura per la nuova serie TV commedia preferita
  - 2013 - Candidatura per la serie TV commedia preferita
  - 2013 - Candidatura per l'attrice preferita in una serie TV commedia a Zooey Deschanel
  - 2014 - Candidatura per l'attrice preferita in una serie TV commedia a Zooey Deschanel
  - 2015 - Candidatura per la serie TV commedia preferita
  - 2015 - Candidatura per l'attrice preferita in una serie TV commedia a Zooey Deschanel
  - 2016 - Candidatura per la serie TV commedia preferita
  - 2016 - Candidatura per l'attrice preferita in una serie TV commedia a Zooey Deschanel
  - 2017 - Candidatura per la serie TV commedia preferita
  - 2017 - Candidatura per l'attrice preferita in una serie TV commedia a Zooey Deschanel
- Satellite Award
  - 2011 - Candidatura per la miglior attrice in una serie commedia o musicale a Zooey Deschanel
  - 2013 - Candidatura per la miglior attrice in una serie commedia o musicale a Zooey Deschanel
  - 2013 - Candidatura per il miglior attore in una serie commedia o musicale Jake Johnson
- Teen Choice Awards
  - 2012 - Miglior star emergente femminile in una serie TV a Hannah Simone
  - 2012 - Candidatura per la miglior serie TV commedia
  - 2012 - Candidatura per la miglior attrice in una serie TV commedia a Zooey Deschanel
  - 2012 - Candidatura per la miglior serie TV emergente
  - 2012 - Candidatura per la migliore star emergente maschile in una serie TV a Jake Johnson
  - 2012 - Candidatura per la migliore star emergente maschile in una serie TV a Lamorne Morris
  - 2012 - Candidatura per il miglior ruba-scena maschile a Max Greenfield
  - 2013 - Candidatura per la miglior serie televisiva commedia
  - 2013 - Candidatura per la miglior attrice in una serie TV commedia a Zooey Deschanel
  - 2013 - Candidatura per il miglior attore in una serie TV commedia a Jake Johnson
  - 2013 - Candidatura per il miglior ruba-scena maschile a Max Greenfield
  - 2014 - Candidatura per la miglior serie TV commedia
- Writers Guild of America Award
  - 2012 - Candidatura per la nuova serie TV
  - 2014 - Candidatura per l'episodio di una commedia a Rob Rosell per l'episodio Scoop telefonico